# Dapsa motschulskyi
Dapsa motschulskyi là một loài bọ cánh cứng trong họ Endomychidae. Loài này được Nikitsky & Semenov miêu tả khoa học năm 2001.